# Geneza (serial telewizyjny)
Geneza (tytuł oryginalny - Génesis, En la Mente del Asesino) – hiszpański serial kryminalny, ukazujący pracę elitarnej brygady madryckiej policji ściągającej sprawców najbardziej okrutnych i niespotykanych zbrodni.
W Polsce emitowany przez TV4. Pierwszy odcinek serialu można było zobaczyć 5 września 2008. We wrześniu 2009 roku TV4 wznowiła emisję serialu, który również emitowała telewizja AXN. W styczniu 2010 serial emitować zaczęła stacja AXN Crime.

## Postacie
| Aktor/Aktorka    | Rola w serialu  | Postać                          | Ilość odcinków | Lata występowania |
| ---------------- | --------------- | ------------------------------- | -------------- | ----------------- |
| Pep Munné        | Mateo Rocha     | szef brygady                    | 22 odcinki     | 2006–2007         |
| Quim Gutiérrez   | Daniel Rocha    | śledczy, rysownik               | 22 odcinki     | 2006–2007         |
| Sonia Almarcha   | Laura           | patolog                         | 22 odcinki     | 2006–2007         |
| Fanny Gautier    | Álex            | śledczy                         | 13 odcinków    | 2007              |
| Álex Pizarro     | Julian          | śledczy                         | 13 odcinków    | 2007              |
| Juana Acosta     | Sofía Santana   | śledczy, pracownik laboratorium | 13 odcinków    | 2007              |
| Enrique Arce     | Julián Balaguer | śledczy                         | 13 odcinków    | 2007              |
| Roger Coma       | Seca            | śledczy                         | 13 odcinków    | 2007              |
| Verónica Sánchez | Lola Cascado    | śledczy, psycholog              | 9 odcinków     | 2006              |
| Álvaro Báguena   | Gustavo         | szef oddziału                   | 9 odcinków     | 2006              |
| María Almudéver  | Fátima          | technik w laboratorium          | 9 odcinków     | 2006              |

## Lista odcinków
| N.o/ L.p | Data premiery    | Tytuł odcinka                                       |
| --- | ---------------- | --------------------------------------------------- |
| Sezon 1 |                  |                                                     |
| 1 - S01E01 | 3 maja 2006      | "Los desastres de la guerra" (Tragedie wojenne)     |
| Elitarna brygada madryckiej policji prowadzi dochodzenie w sprawie zamordowania trzech osób, które przed śmiercią były torturowane. Morderca ułożył okaleczone ciała na podobieństwo obrazu. Gdy ekipa poszukuje klucza do rozwiązania zagadki, dochodzi do kolejnego morderstwa.                                                            |                  |                                                     |
| 2 - S01E02 | 10 maja 2006     | "Las lágrimas de Raimmis" (Łzy Raimisa)             |
| W stajni wśród zwierząt zostały odkryte części ludzkiego ciała. Przesłuchania doprowadzają grupę na ślad usiłowania upozorowania samobójstwa. Zakodowana wiadomość prowadzi do wyznawców sekty. |                  |                                                     |
| 3 - S01E03 | 17 maja 2006     | "La estrella de satán" (Gwiazda szatana)            |
| Na torach opustoszałej stacji kolejowej zostaje znalezione ciało nastoletniej dziewczyny. Pod ciałem ofiary policja odnajduje satanistyczny symbol namalowany krwią. |                  |                                                     |
| 4 - S01E04 | 24 maja 2006     | "Ojos sin vida" (Oczy bez życia)                    |
| Na wiejskiej drodze zostaje potrącona dziewczyna. Kierowca tłumaczy, że jego syn widział ludzką postać, która poruszała się jak zombie skrajem drogi. Policjanci odkrywają rów z ciałami trzech kobiet. |                  |                                                     |
| 5 - S01E05 | 30 maja 2006     | "Pacto de sangre" (Pakt krwi)                       |
| Grupa policyjna prowadzi śledztwo w sprawie morderstwa mężczyzny znalezionego w parku. Dochodzenie doprowadza grupę do oddziału psychiatrycznego. Okazuje się, że zamordowany był tam pacjentem |                  |                                                     |
| 6 - S01E06 | 7 czerwca 2006   | "En la oscuridad" (W ciemności)                     |
| Opuszczający budynek mężczyzna zostaje postrzelony w brzuch. Przed śmiercią udaje mu się nagrać na telefon komórkowy słowo "potwór" oraz zdjęcie, na którym widać dziwną, uciekającą postać. |                  |                                                     |
| 7 - S01E07 | 17 czerwca 2006  | "Suicidas" (Samobójstwa)                            |
| Policja znajduje w parku ciało nastolatka. Wydaje się, że ofiara przedawkowała lekarstwa. Jednak sekcja zwłok wykazuje, że przyczyną śmierci są trzy pchnięcia nożem w klatkę piersiową. |                  |                                                     |
| 8 - S01E08 | 21 czerwca 2006  | "La virtud del asesino I" (Szlachetny morderca I)   |
| Kobieta znajduje zwłoki męża ułożone w kształcie krzyża. Gdy w gołębniku zostaje znalezione kolejne ciało, ekipa ekspertów zaczyna podejrzewać, że ma do czynienia z seryjnym mordercą. |                  |                                                     |
| 9 - S01E09 | 28 czerwca 2006  | "La virtud del asesino II" (Szlachetny morderca II) |
| Mateo dowiaduje się, że ma zostać kolejną ofiarą mordercy. Podejrzewa on, że za ostatnimi zbrodniami na tle religijnym stoi ojciec Salgado. |                  |                                                     |
| Sezon 2 |                  |                                                     |
| 10 - S02E01 | 28 stycznia 2007 | "El árbol de la vida" (Drzewo życia)                |
| Dwóch studentów katolickiego college'u ginie w strzelaninie w jednej z auli. Dzięki zeznaniom świadka policjanci dowiadują się, że zabójca miał na sobie sutannę, a jego twarz zakrywała maska. |                  |                                                     |
| 11 - S02E02 | 4 lutego 2007    | "Secuestro" (Porwanie)                              |
| Zespół musi odnaleźć porwanego chłopca, który jest chory na cukrzycę i bez insuliny może umrzeć. Trwa wyścig z czasem.Tymczasem Alex pracuje z Sofią nad pozornie błahą sprawą - wypadkiem samochodowym. Wkrótce odkrywają, że ten incydent ma drugie dno.                                                                                   |                  |                                                     |
| 12 - S02E03 | 11 lutego 2007   | "El candidato" (Kandydat na burmistrza)             |
| Na przedmieściach policja odnajduje zwłoki pięknej Wenezuelki. Nie jest to zwykła ofiara handlu żywym towarem, gdyż okazuje się, że dziewczyna została zabita we własnym domu, a jej ciało wywieziono, by ukryć ślady przestępstwa. |                  |                                                     |
| 13 - S02E04 | 18 lutego 2007   | "Causa desconocida" (Z nieznanych powodów)          |
| Policja znajduje w wanie rozłożone zwłoki mężczyzny. Badania wykazują, że ofiara nie żyła już od dwóch miesięcy, jednak sąsiedzi twierdzą, że widzieli go żywego jeszcze 48 godzin wcześniej. |                  |                                                     |
| 14 - S02E05 | 25 lutego 2007   | "Obsesión" (Obsesja)                                |
| Zostaje znalezione ciało kobiety spalonej żywcem we własnym domu. W toku śledztwa okazuje się, że ofiara przed śmiercią została brutalnie zgwałcona. |                  |                                                     |
| 15 - S02E06 | 4 marca 2007     | "Caza mayor" (Wielka gra)                           |
| Na opuszczonym poprzemysłowym terenie zostaje znalezione ciało kobiety. Policjanci stwierdzają, że ofiara była prawdopodobnie zamożna. Zastanawiają się, co taka kobieta mogła robić w podobnym miejscu. Wkrótce zostają znalezione kolejne zwłoki. W wiejskim domku ktoś przywiązał kobietę do krzesła i pozostawił, by umarła tam z głodu. |                  |                                                     |
| 16 - S02E07 | 11 marca 2007    | "En la carreteta" (Na szlaku)                       |
| Motocyklista ginie w wypadku. Zespół Matea dzieli się na dwa obozy. Jedni wierzą, że był to jedynie wypadek, drudzy podejrzewają, że to morderstwo. |                  |                                                     |
| 17 - S02E08 | 18 marca 2007    | "Voces" (Głosy)                                     |
| W dworcowej toalecie zostaje znalezione ciało zasztyletowanego akwizytora. Wydaje się, że motywem napaści był rabunek. Jednak poszlaki sugerują, że sprawcą mógł być seryjny morderca. |                  |                                                     |
| 18 - S02E09 | 25 marca 2007    | "Alta seguridad" (Niebezpieczna przesyłka)          |
| Policja odkryła ciało zastrzelonego kierowcy opancerzonej ciężarówki niedaleko opuszczonej stacji benzynowej. Brygada podejrzewa, że motywem zabójstwa była kradzież pieniędzy. Okazuje się jednak, że jest to dopiero wierzchołek góry lodowej.                                                                                             |                  |                                                     |
| 19 - S02E10 | 1 kwietnia 2007  | "Sin aliento" (Bez tchu)                            |
| Detektywi prowadzą śledztwo w sprawie morderstwa bardzo podobnego do zbrodni, której sprawca przebywa w więzieniu. Zebrane dowody wydają się nie mieć sensu. |                  |                                                     |
| 20 - S02E11 | 8 kwietnia 2007  | "Handicap" (Handicap)                               |
| Na polu golfowym zostają znalezione zwłoki instruktora. Każdy członek klubu miał możliwość zabicia mężczyzny, ale wszystko wskazuje na to, że ofiara nie miała wrogów. |                  |                                                     |
| 21 - S02E12 | 15 kwietnia 2007 | "Fotos familiares" (Zdjęcia)                        |
| W parku zostają znalezione zwłoki fotografa. Oględziny wskazują, że mężczyzna został ciężko pobity. Tymczasem z więzienia ucieka mężczyzna, który jest zaciekłym wrogiem oddziału Matea. |                  |                                                     |
| 22 - S02E13 | 22 kwietnia 2007 | "Solteros" (Single)                                 |
| Brygada cały czas pracuje nad zabójstwem dziewczyny która została brutalnie zamordowana i torturowana po sesji do agencji randkowej. Policjanci nie spodziewają się, że prawda o tej zbrodni jest bardziej niepokojąca niż mogliby to sobie wyobrazić.                                                                                       |                  |                                                     |